# Tourisme brassicole
 (mai 2019).
Si vous disposez d'ouvrages ou d'articles de référence ou si vous connaissez des sites web de qualité traitant du thème abordé ici, merci de compléter l'article en donnant les références utiles à sa vérifiabilité et en les liant à la section « Notes et références ».
Le tourisme brassicole, ou brassitourisme, est une forme récente de tourisme apparue à la fin des années 1990, notamment en Amérique du Nord (États-Unis et Canada) mais aussi en Europe, plus particulièrement en Irlande, en Belgique et en Allemagne. Ce type de tourisme est à la bière ce que l'œnotourisme est au vin.

## Origine

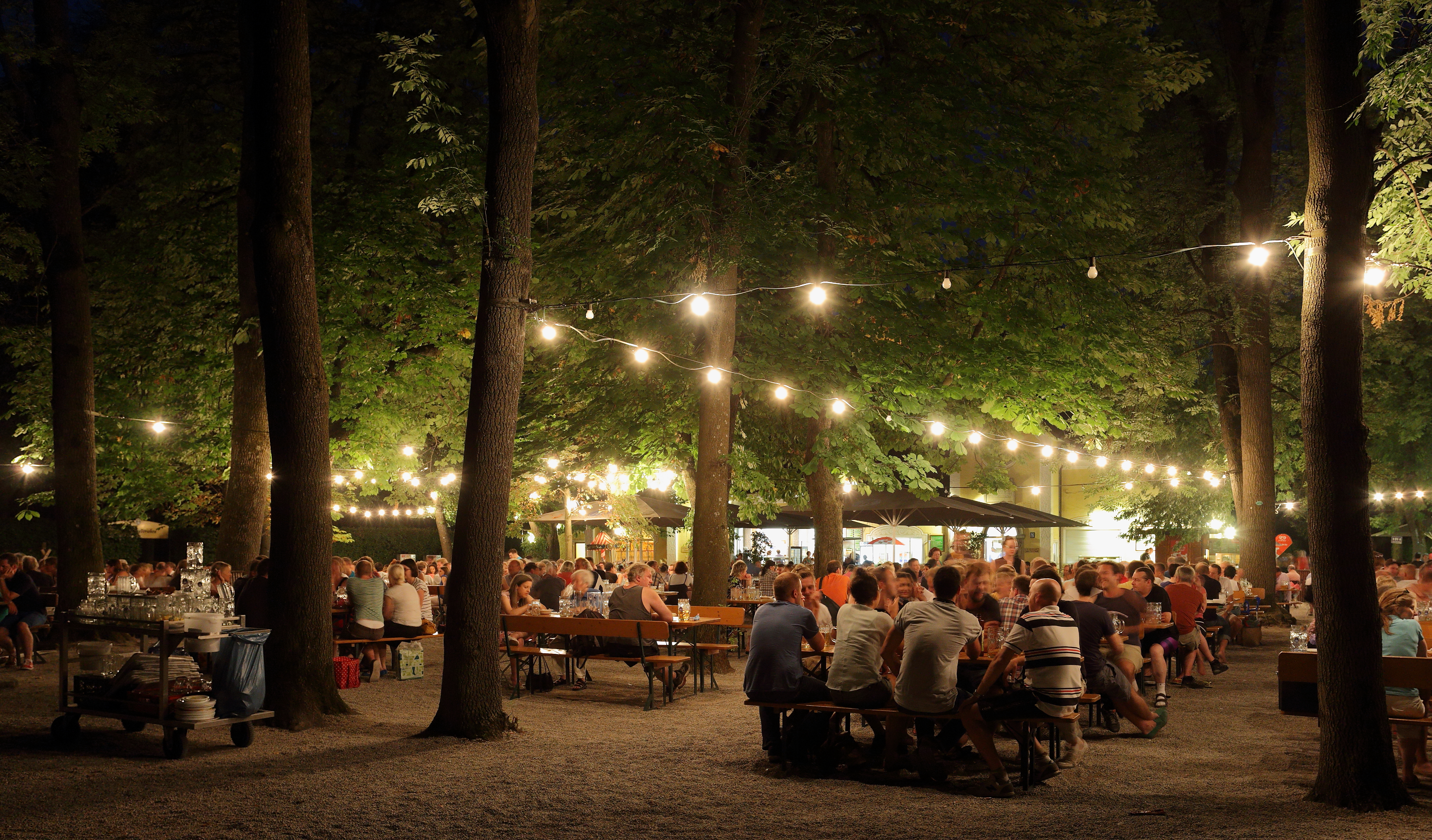
Un évènement brassicole, maillon du brassitourisme.

Le phénomène a d’abord commencé par la forme la plus basique du tourisme, à savoir l’organisation de visites de brasseries (Guinness en 2000, Orval en 1997…), mais aussi l’organisation de circuits de visites des abbayes trappistes flamandes (depuis 1996) ou la mise en place de musées consacrés au monde brassicole (restructuration du musée européen de la bière à Stenay en 2004, création du musée Bruges Beer Experience en 2014…). Le phénomène de la naissance d’une forme de tourisme orientée autour du monde brassicole est certainement dû au retour en force de la bière partout en Europe après un long déclin entre la fin des années 1960 et le début du deuxième millénaire. Ce retour est avant tout expliqué par une volonté du consommateur de se diriger vers les produits du terroir, vers des produits plus identitaires, mais surtout plus authentiques et sains. Cette extension est également due à une volonté de privilégier la qualité à la quantité. Cette forte envie du consommateur couplée au développement des filières courtes a littéralement fait exploser le nombre de micros-brasseries et de brasseries artisanales partout dans le monde. La demande devenant de plus en plus forte, l’offre a suivi et le consommateur est rapidement devenu plus curieux et donc plus initié et en quête de toujours plus de nouveautés et d’informations. L’univers brassicole en quête d’adaptation perpétuelle face à un marché jeune, curieux et de plus en plus nombreux s’est donc naturellement diversifié et s’est tourné vers d’autres secteurs dans le but d’élargir l’univers de la bière et de ne plus le cantonner à la simple équation brasserie/bar. Aujourd’hui des musées, des circuits touristiques, des jeux de piste, des événements mondialement connus, des séminaires, des parcours gastronomiques, des hôtels et même une compagnie aérienne éphémère sont consacrés à l’univers brassicole.

## En France
Le brassitourisme a gagné la France en arrivant d’abord dans les deux anciennes grandes régions brassicoles françaises qui représentent à elles deux (Nord-Pas-de-Calais et Alsace) plus des deux tiers de cette activité. Aujourd’hui cette forme de tourisme devient un réel atout pour ces deux régions où le phénomène a déjà pris de l’avance par rapport au reste de la France. La preuve la plus évocatrice d’une nette percée en France est sans doute la tenue des premières assises du tourisme brassicole à Lille en 2017, gage d’un secteur en pleine ascension.
En France, il se structure peu à peu, sous l’impulsion de collectivités publiques très réceptives et soucieuses du développement touristique sous toutes ses formes (notamment la Métropole Européenne de Lille, les Hauts-de-France et les départements d’Alsace à travers la marque « Au gré des bières » pour cette dernière). Elles appuient certains projets et établissent une politique touristique autour de cet univers car elles ont pris conscience de leurs rôles majeurs à l’échelle nationale voire internationale dans ce secteur. La matérialisation de cette politique de tourisme brassicole prend notamment la forme d'une carte du tourisme brassicole (éditée pour la première fois en 2018 par l'Echappée Bière pour la Métropole Européenne de Lille et depuis reprise par l'agence d'attractivité Hello Lille), ou encore la création d'Héritage Bière, tout premier label de tourisme brassicole mis en place par une métropole en France.
L’essor de ce nouveau type de tourisme est également dû à certains acteurs de ce secteur, les brasseries évidemment, mais aussi le syndicat Brasseurs de France ou des associations. Et depuis 2013, également grâce à l'entreprise Lilloise l’Echappée Bière, agence de brassitourisme très dynamique à l’origine de nombreuses animations et projets contribuant à renforcer l’éventail des activités brassitouristiques partout en France, mais également à l'origine de projets structurant pour le tourisme brassicole comme par exemple les premières assises du tourisme brassicole (2017 et 2019), le Livre Blanc du Tourisme Brassicole (2017) ou encore la note sur le projet de Cité de la Bière dans les Hauts-de-France.